# Hörnlihütte
Die Hörnlihütte ist ein alpines Schutzhaus in den Schweizer Alpen. Sie liegt am Fusse des Matterhorns auf den Ausläufern des NO-Grates (Hörnligrat) oberhalb von Zermatt in einer Höhe von 3260 m. Besitzer der Hütte war die Sektion Monte Rosa in Sion des Schweizer Alpen-Clubs (SAC), die die Hütte 2012 an die Burgergemeinde Zermatt verkauft hat. Die Hütte wurde zum 150. Jubiläum der Erstbesteigung des Matterhorns bis 2015 umfassend renoviert.
Die Hörnlihütte dient hauptsächlich als Stützpunkt für eine Besteigung des 4478 m hohen Matterhorns über den Hörnli- und den Zmuttgrat.

## Geschichte
Die erste Hörnlihütte wurde 1880 gebaut und wies 17 Schlafplätze auf. Sie wurde seither mehrfach erweitert und umgebaut. 1911 errichtete die Burgergemeinde Zermatt unmittelbar daneben das Hotel Belvédère (auch Berghaus Matterhorn). Beide wurden 1987 zusammengelegt und von der Burgergemeinde bewirtschaftet und boten seit der letzten Renovierung 1982 170 Schlafplätze.
Hüttenwart war von 1995 bis 2018 Kurt Lauber, Nachfolger sind Martin und Edith Lehner.

### Umbau ab 2013
Von 2013 bis 2015 wurde das Belvédère renoviert und ein neuer Anbau errichtet. Die ursprüngliche Hörnlihütte wurde rückgebaut, ihre Grundfläche dient jetzt als Hubschrauberlandeplatz. Die neue Hörnlihütte bietet noch 130 Schlafplätze. Das Abwasser, das bislang ungeklärt in die Nordflanke des Bergrückens abgelassen wurde, wird nun behandelt: Abwässer von Duschen, Küche und Waschbecken werden als Toilettenspülwasser aufbereitet. Das Abwasser aus den Toiletten wird separiert: feste Bestandteile werden nach Zermatt geflogen, das urinhaltige Wasser wird gereinigt in die Natur abgelassen. Strom wird vor allem mit Solarzellen und bei Bedarf mit einem Rapsöl-Blockheizkraftwerk gewonnen. Sowohl vor als auch nach dem Umbau wird das Haus etwa 60 Mal pro Saison mit dem Versorgungshubschrauber angeflogen.

## Aufstieg
Der gebräuchliche Aufstieg zur Hütte startet bei der Bergstation der Schwarzseebahn (2583 m) am gleichnamigen See. Von dort in etwa 2–3 Stunden zur Hütte. Der Aufstieg direkt von Zermatt ausgehend ohne Benutzung der Seilbahn nimmt 4½ Stunden in Anspruch.

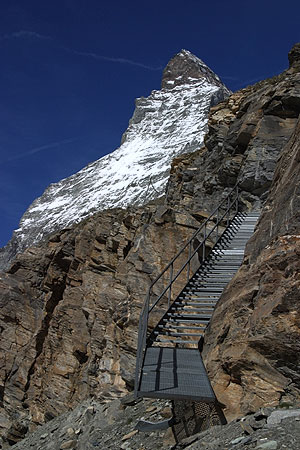
Weg zur Hörnlihütte
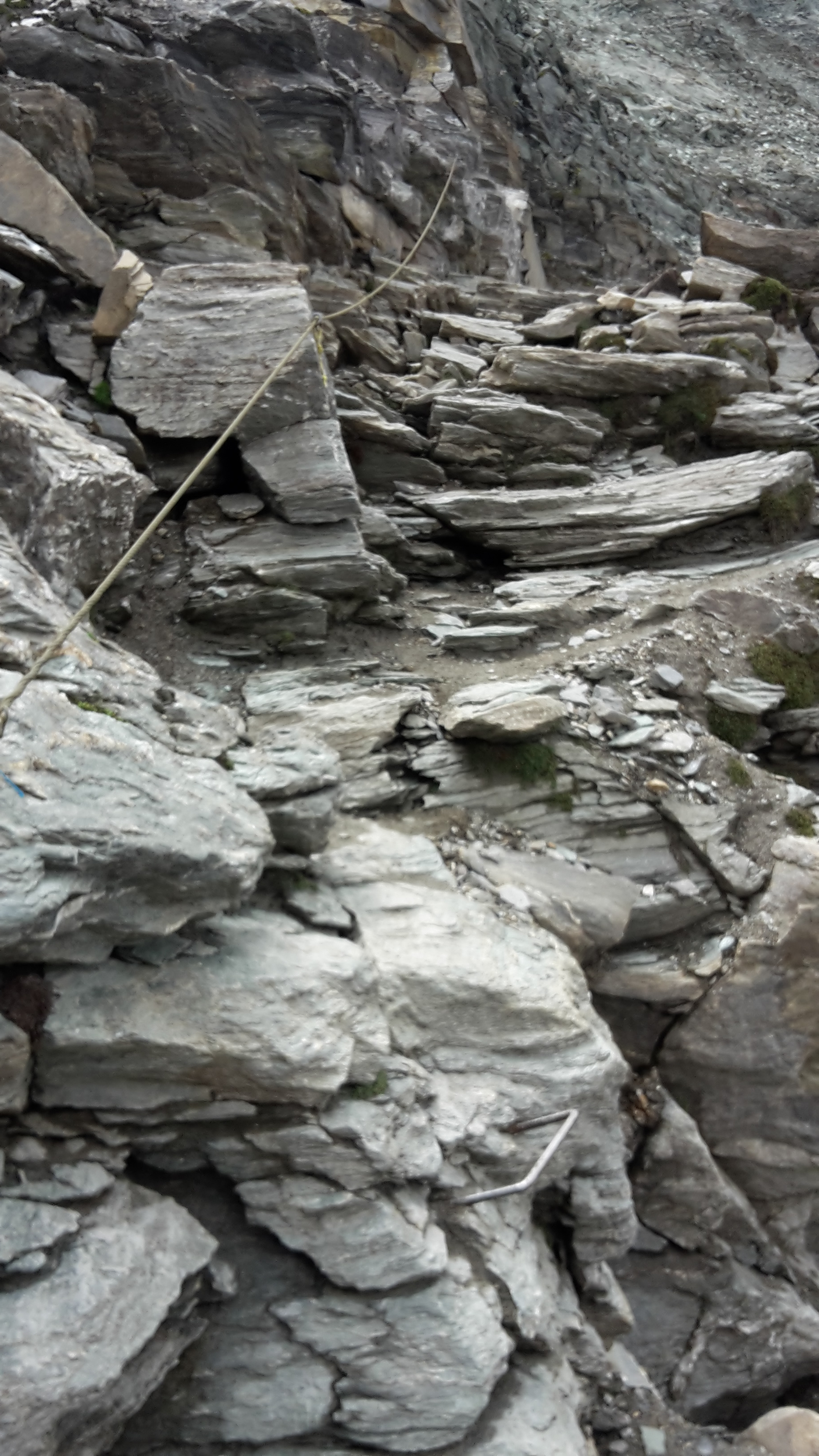
Drahtseilsicherung am Hüttenzustieg
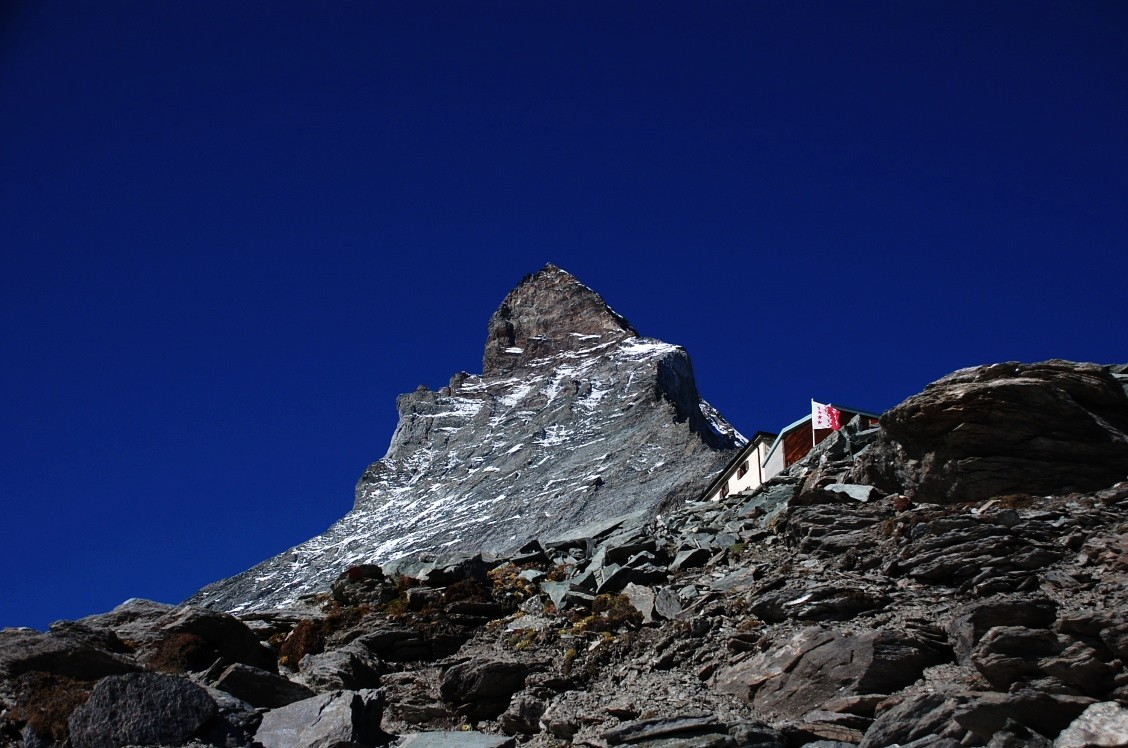
Hörnlihütte auf dem Hörnligrat
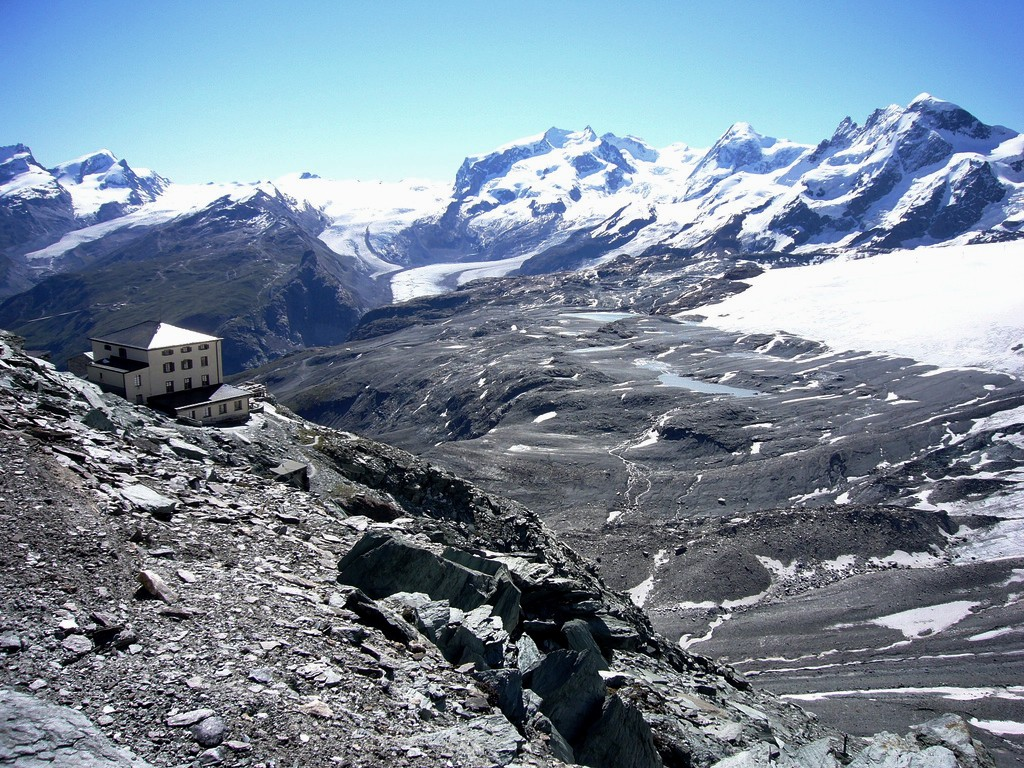
Hörnlihütte mit v. l. n. r.: Rimpfischhorn, Strahlhorn, Cima di Jazzi, Monte Rosa, Liskamm, Breithorn
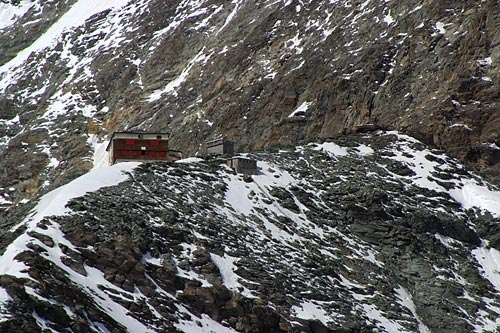
Hörnlihütte
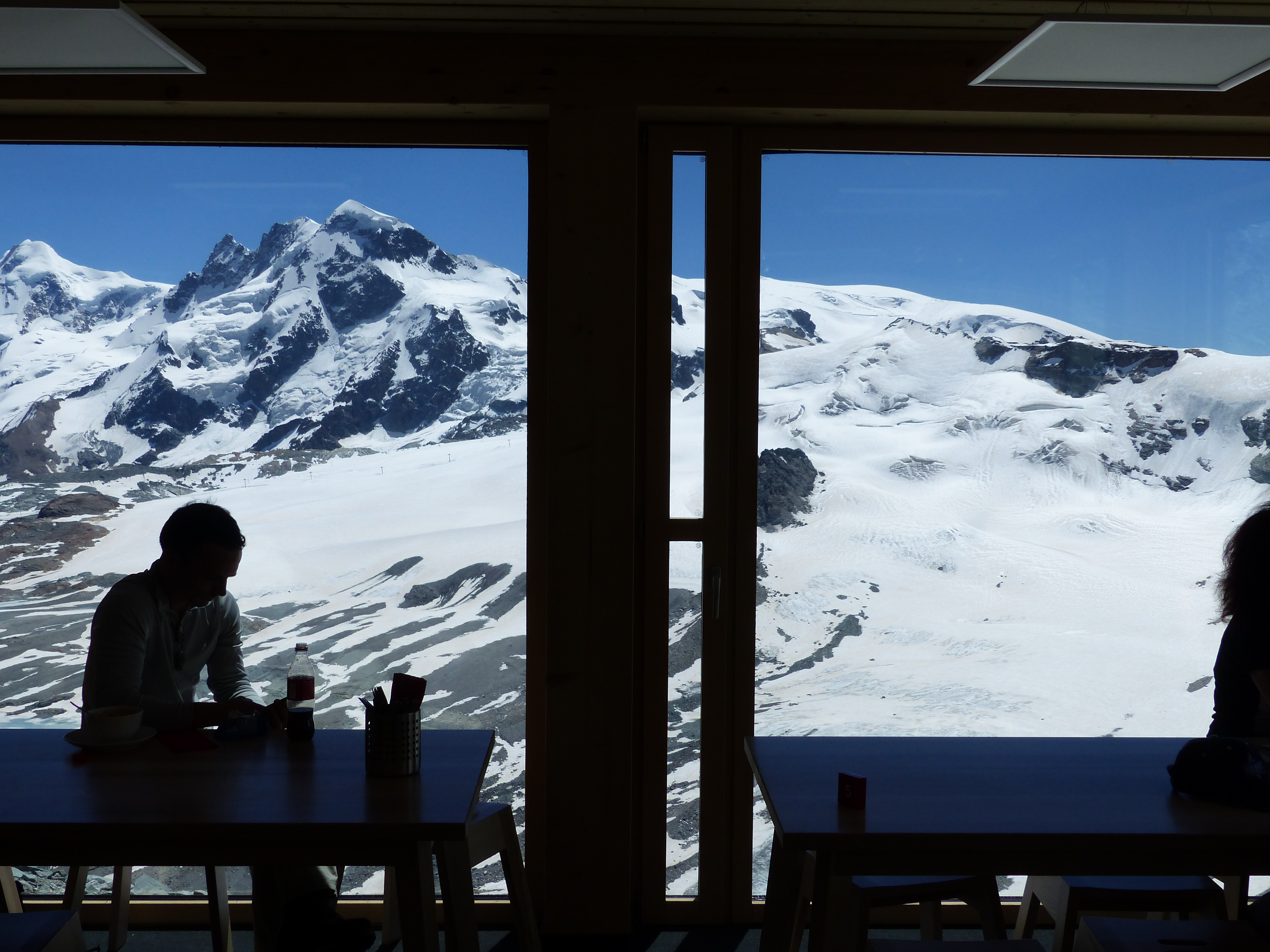
Frühstücksraum der Hörnlihütte

## Tourenmöglichkeiten
Quelle
- Gipfeltouren
  - Matterhorn über Hörnligrat, ZS+, III+, 5–6 h
- Bergwanderungen
  - Schönbielhütte via Stafelalp (Zmuttal), 5 h
  - Hotel Schwarzsee (Zermatt), 2–3 h
  - Gandegghütte über den Gletscherwanderweg, 4–5 h
- Hochtouren
  - Rifugio Duca degli Abruzzi all’Oriondé via Breuil-Joch, L+, 2½ h
  - Rifugio Jean-Antoine Carrel via Matterhorn (Hörnligrat und Liongrat), ZS, 9 h